# Atarba (Ischnothrix) bickeli
Atarba (Ischnothrix) bickeli is een tweevleugelige uit de familie steltmuggen (Limoniidae). De soort komt voor in het Australaziatisch gebied.